# Castanopsis hypophoenicea
Castanopsis hypophoenicea är en bokväxtart som först beskrevs av Karl Otto von Seemen, och fick sitt nu gällande namn av Engkik Soepadmo. Castanopsis hypophoenicea ingår i släktet Castanopsis och familjen bokväxter. Inga underarter finns listade.